# Вајт Касл (Луизијана)
Вајт Касл (енгл. White Castle) град је у америчкој савезној држави Луизијана.

## Демографија
По попису из 2010. године број становника је 1.883, што је 63 (-3,2%) становника мање него 2000. године.
| Група             | 2000.         | 2010.         |
| Белци             | 426 (21,9%)   | 251 (13,3%)   |
| Афроамериканци    | 1.495 (76,8%) | 1.601 (85,0%) |
| Азијати           | 4 (0,2%)      | 1 (0,1%)      |
| Хиспаноамериканци | 28 (1,4%)     | 25 (1,3%)     |
| Укупно            | 1.946         | 1.883         |